# Блощаневич Микола Григорович
Блощаневич Микола Григорович (29 листопада 1884, м. Київ — ?) — полковник Армії УНР.

## Біографія
Закінчив Київське комерційне училище, Чугуївське військове училище (1905), вийшов підпоручиком до 115-го піхотного Вяземського полку (Рига), у складі якого згодом брав участь у Першій світовій війні. 22 лютого 1915 разом з рештками свого полку потрапив до німецького полону. Останнє звання у російській армії — підполковник.
З 10 січня 1919 р. — штаб-старшина для доручень при губернському інтенданті військ Директорії на Київщині, з 1 березня 1919 року — помічник начальника постачання Східного фронту Дієвої армії УНР, з 19 травня 1919 р. — командир сотні запасного куреня 3-ї (згодом- Залізної) дивізії, 1 листопада 1919 р. — ад'ютант оперативного відділу штабу 5-ї Селянської дивізії Дієвої армії УНР. Учасник Першого Зимового походу. Від середини січня до кінця лютого 1920 на час хвороби Андрія Вовка виконував обов"язки начальника штабу Київської групи. З червня 1920 р. — командир 11-ї бригади 4-ї Київської дивізії Армії УНР. Учасник Другого Зимового походу, командир куреня. Доля після 1922 р. невідома.

## Вшанування пам'яті
28 травня 2011 року у мікрорайоні Оболонь було відкрито пам'ятник «Старшинам Армії УНР — уродженцям Києва». Пам'ятник являє собою збільшену копію ордена «Хрест Симона Петлюри». Більш ніж двометровий «Хрест Симона Петлюри» встановлений на постаменті, на якому з чотирьох сторін світу закріплені меморіальні дошки з іменами 34 старшин Армії УНР та Української Держави, які були уродженцями Києва (імена яких вдалося встановити історикам). Серед іншого вигравіруване й ім'я Миколи Блощаневича.